# Parasynegia lidderdalii
Parasynegia lidderdalii är en fjärilsart som beskrevs av Butler 1880. Parasynegia lidderdalii ingår i släktet Parasynegia och familjen mätare. Inga underarter finns listade i Catalogue of Life.